# Isla Ballota
La Isla Ballota (Islla Ballota, Islla Castru Ballota) es una isleta española de poco más de una hectárea en la costa oriental de Llanes, en la parroquia de Cué (Asturias), bastante alta para su tamaño y cubierta de hierbajos.
- Datos: Q9009513